# Salvo (artista)
Salvo, pseudonimo di Salvatore Mangione (Leonforte, 22 maggio 1947 – Torino, 12 settembre 2015), è stato un artista italiano.
Ha vissuto e lavorato a Torino.

## Biografia
Salvo (pseudonimo di Salvatore Mangione) nasce a Leonforte, in provincia di Enna nel 1947.
Nel 1956 si trasferisce con la famiglia a Torino, che rimarrà la sua città d’adozione. Nel 1963 partecipa alla 121ª Esposizione della Società Promotrice delle Belle Arti con un disegno da Leonardo.
1968-1972
Tra il settembre e il dicembre 1968 è a Parigi, coinvolto dal clima culturale del movimento studentesco. Rientrato a Torino, inizia a frequentare gli artisti che operano nell’ambito dell’Arte Povera e che trovano un punto di riferimento nella galleria di Gian Enzo Sperone. Conosce Boetti, di cui diventa amico e con cui condivide lo studio fino al 1971, poi Merz, Paolini, Penone, Pistoletto, Garau, Zorio, e i critici Renato Barilli, Germano Celant e Achille Bonito Oliva.
Nel 1969 ha rapporti con i concettuali americani Joseph Kosuth, Robert Barry e Sol LeWitt. In estate compie un primo lungo viaggio in Afghanistan, a cui ne seguiranno altri. Inizia lavori in cui sono già chiare le tendenze – la ricerca dell’io, il rapporto con il passato e con la storia della cultura – che diventeranno nodi essenziali della sua ricerca successiva. Tra questi, la fotografia Autoritratto come Raffaello e la serie 12 autoritratti in cui inserisce con fotomontaggi il proprio volto su immagini tratte da giornali, presentate nel 1970 alla Galleria Sperone, nella sua prima mostra personale.
Parallelamente ai lavori fotografici Salvo esegue lapidi in marmo su cui sono incise parole o frasi, quali Idiota, Respirare il padre, Io sono il migliore. Sono opere che, pur se maturate nel contesto dell’Arte Povera, mostrano nelle connotazioni monumentali e arcaicizzanti un carattere peculiare e precorritore della sua futura ricerca. È del 1970 Salvo è vivo, oggi all’Australian National Gallery di Canberra e al Neues Museum di Weimar, dell’anno seguente 40 nomi, elenco di personaggi illustri che da Aristotele giunge fino a Salvo. La serie delle lapidi proseguirà fino a tutto il 1972 con iscrizioni dalle fonti più varie, come un testo assiro con Il lamento di Assurbanipal o una parabola di Esopo per La tartaruga e l’aquila. Dal 1971 realizza i Tricolore, superfici su cui è scritto “Salvo” in bianco, rosso e verde o con lettere al neon, inoltre copie di romanzi trascritte da lui stesso in cui viene riproposto il medesimo processo di sostituzione degli autoritratti inserendo il proprio nome al posto di quello dei protagonisti; è il caso, per esempio, di Salvo nel paese delle meraviglie (da Carroll) e L’isola del tesoro (da Stevenson).

Nel corso di quest’anno conosce Cristina, che rimarrà sua compagna tutta la vita. Tramite Robert Barry, conosce Paul Maenz. Inizia così un lungo rapporto di amicizia e lavoro con il gallerista tedesco, che in giugno presenta nella sua galleria a Colonia una personale, preceduta in marzo dall’esordio parigino alla Galerie Yvon Lambert. Nel giugno 1972 incontra John Weber e viene programmata per il gennaio seguente nella galleria newyorkese l’ultima sua esposizione di opere concettuali. Nello stesso anno Salvo partecipa a Documenta 5 di Kassel. 
1973-1979

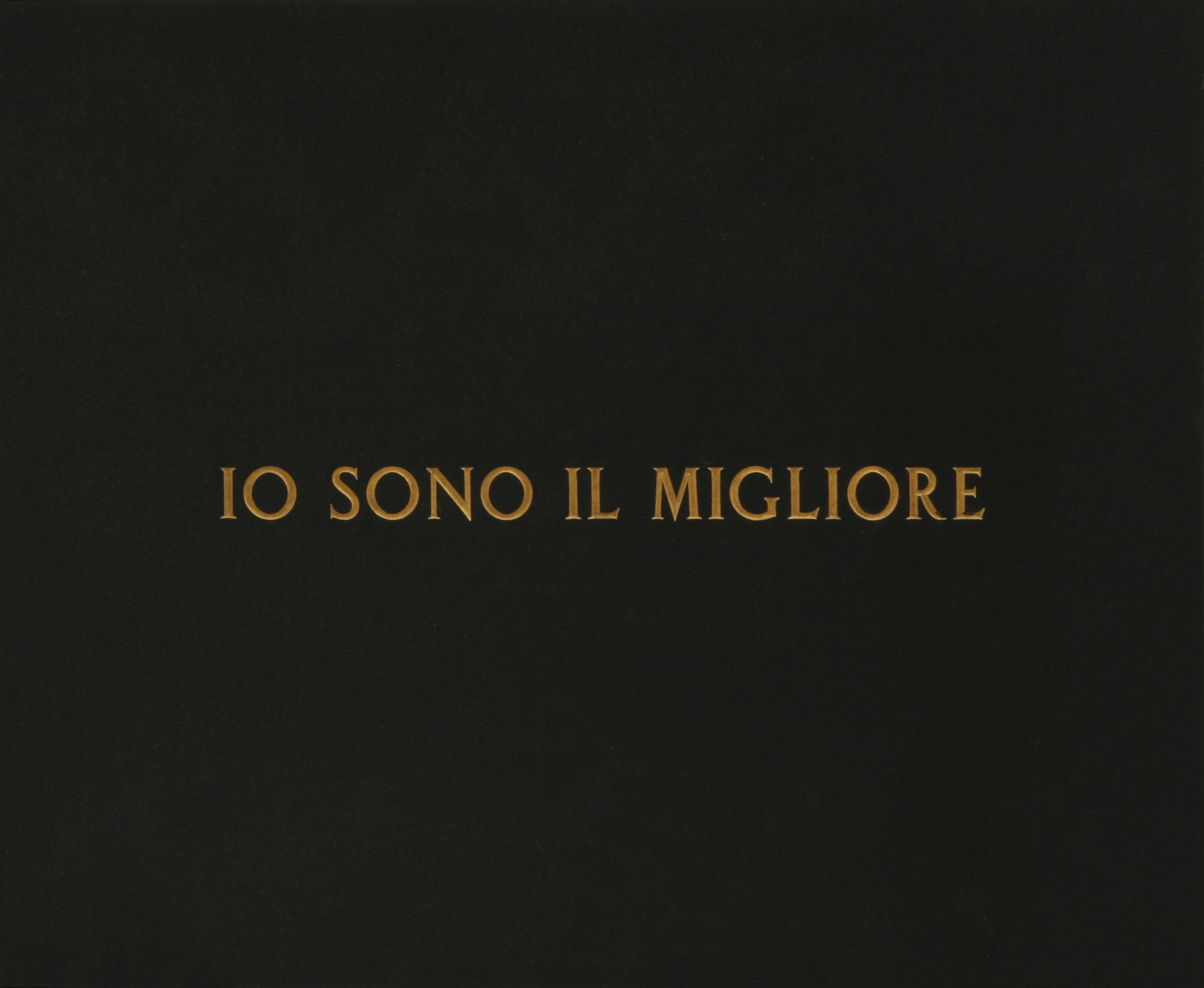
Salvo, Io sono il migliore, 1970, lapide in marmo, 80 x 100 cm

Il 1973 è l’anno della svolta: Salvo torna alla pittura, per non abbandonarla mai più. Il recupero delle tecniche tradizionali era già presentito in alcuni Autoritratti benedicenti disegnati tra il 1968 e il 1969. Con l’intento di rivisitare la storia dell’arte Salvo procede nei suoi d’après. La citazione di opere antiche non impone la copia tout court ma il rifacimento in chiave semplificata, dove l’artista talvolta inserisce se stesso con il procedimento dell’autoritratto. I lavori, ispirati a grandi maestri del Quattrocento quali Cosmè Tura e ancora Raffaello, vengono esposti in numerose mostre. L’anno seguente si apre a Colonia la rassegna Projekt ‘74: Salvo chiede di non esporre alla Kunsthalle, sede della mostra, ma di allestire una sala al Wallraf-Richartz-Museum, dove San Martino e il povero del ‘73 (oggi alla Galleria d’Arte Moderna di Torino) è collocato accanto a capolavori di un pittore per ogni secolo, come Simone Martini, Lucas Cranach il Vecchio, Rembrandt e Cézanne.
Sempre nel 1974 Salvo partecipa presso lo Studio Marconi di Milano alla collettiva La ripetizione differente, curata da Barilli. In dicembre, da Toselli, propone una sola opera, il Trionfo di San Giorgio (da Carpaccio), di oltre sette metri, poi inviata alla Biennale di Venezia del 1976 come unico suo intervento.
Dipinge le prime Italie e Sicilie, restituite attraverso le rispettive mappe geografiche ben riconoscibili e recanti, nell’ordinata scansione sulla superficie dell’opera, i nomi di insigni filosofi, pittori, letterati seguiti da quello dello stesso Salvo. Dal 1976 si delinea un nuovo momento della sua ricerca. Elabora una serie di paesaggi in cui propone, con colori brillanti, cavalieri tra rovine architettoniche e visioni di colonne classiche, viste in vari momenti del giorno e della notte. Conosce Giuliano Briganti, Luisa Laureati e Luciano Pistoi, il gallerista con cui avrà per molti anni un rapporto privilegiato. Nel 1977, anno in cui nasce sua figlia Norma, un museo ospita per la prima volta una sua retrospettiva. Curata da Zdenek Felix per il Museum Folkwang di Essen, la vasta rassegna passa poi al Mannheimer Kunstverein. In quest’anno termina i Giganti fulminati da Giove, una delle opere di maggiori dimensioni del periodo mitologico. Allestisce alcune personali - tra cui una mostra sul Capriccio - alla Galleria Stein di Torino, poi presso Françoise Lambert ed alla Galleria Pero, a Milano, Massimo Minini a Brescia e partecipa ad alcune collettive, tra cui quella alla Galleria d’Arte Moderna di Bologna e alla Holly Solomon Gallery di New York.
1980-1999
Tra la fine del 1979 e il 1980 Salvo dipinge una serie di paesaggi con case di campagna, chiese e monumenti quali San Giovanni degli Eremiti a Palermo e la Torre di Pisa, in cui compaiono alberi d’ispirazione giottesca e vegetazioni prima quasi inesistenti. Tra il 1982 e il 1983 la sua notorietà si consolida ulteriormente a livello europeo. Dopo l’ampia retrospettiva organizzata da Massimo Minini al Museo d'arte contemporanea di Gand, l’anno seguente sono riunite al Kunst museum di Lucerna le sue opere più significative realizzate dal 1973, poi al Nouveau Musée di Villeurbanne, presso Lione. Iniziano i suoi rapporti con gli scrittori Giuseppe Pontiggia e Leonardo Sciascia, che dedicheranno a Salvo alcuni scritti.

Nell’estate del 1984 Maurizio Calvesi invita Salvo ad Arte allo specchio, alla 41ª Biennale di Venezia: vi partecipa con sei lavori, tra le quali San Martino e il povero, Il bar del 1981 e un quadro del ciclo di Rovine ripreso in quest’anno. Al ritorno da un lungo viaggio in Grecia, Jugoslavia e Turchia dipinge i mishram, le caratteristiche tombe musulmane viste a Sarajevo. A questa tematica, presentata da Franco Toselli, seguiranno le Ottomanie (neologismo di Salvo), varianti dei precedenti paesaggi in cui compaiono i minareti resi nell’essenzialità della loro architettura. Nel 1986 viene pubblicato il trattato Della Pittura – Imitazione di Wittgenstein, 238 brevi paragrafi in cui Salvo raccoglie i suoi pensieri sulla pittura con il metodo della proposizione assiomatica e dell’interrogazione retorica. Il volume esce in italiano, inglese, tedesco e in spagnolo.

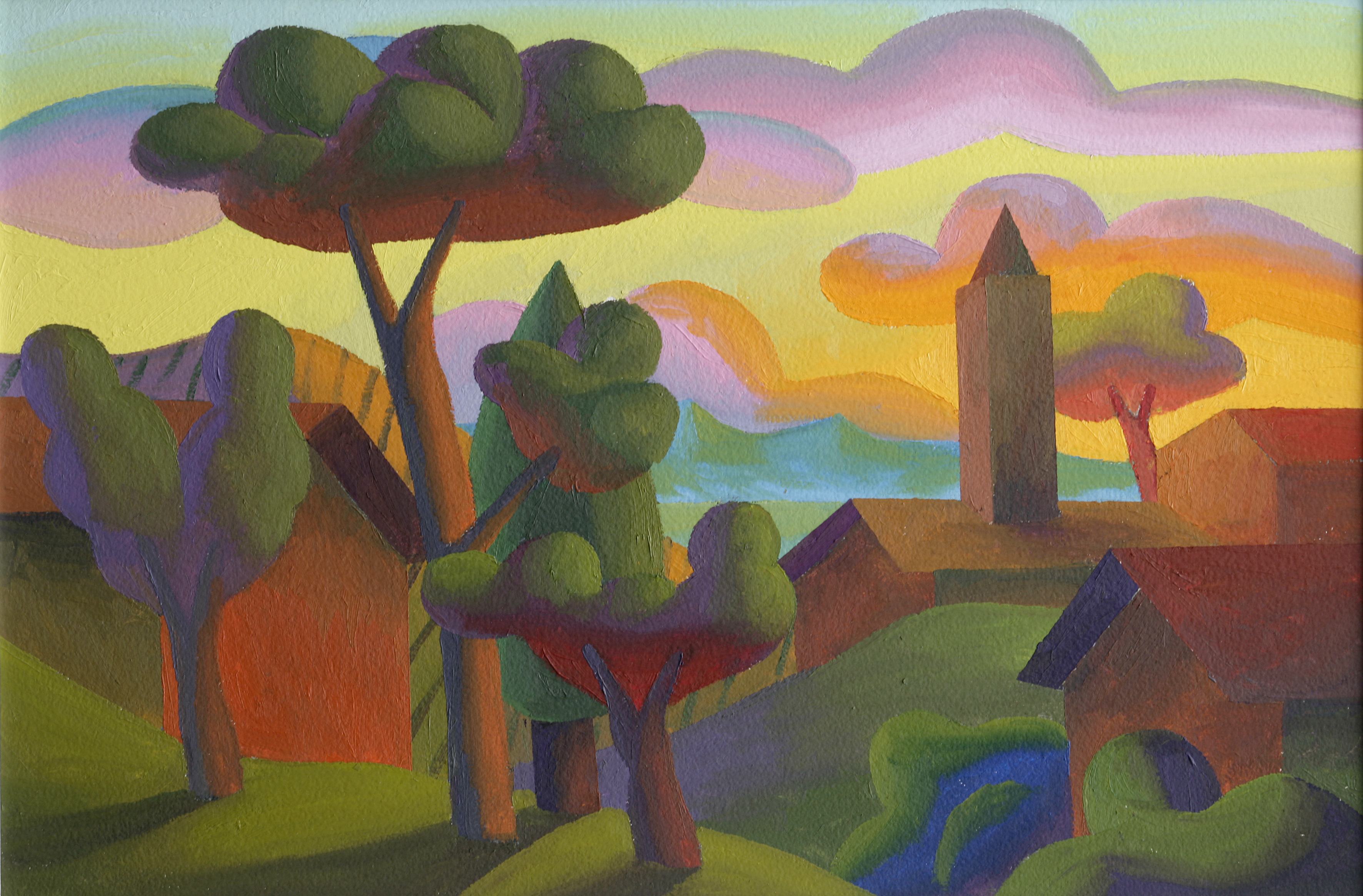
Salvo, La valle, 2008, olio su tavola, 40 x 60 cm

Conosce Daniele Pescali, che diventerà il suo mercante principale dal 1987 al 1995. Del 1988 sono due le mostre istituzionali, al Museum Boijmans Van Beuningen di Rotterdam e al Musée d’Art Contemporain di Nîmes. Dipinge lavori che si ispirano alla pittura di P. Saenredam, gli Interni con funzioni straordinarie, presentati nel 1991 alla Galleria In Arco di Torino.
Nel 1992 Renato Barilli cura l’ampia personale Archeologie del futuro alla Galleria dello Scudo di Verona, nel cui catalogo compaiono testi di Giuseppe Pontiggia, Paul Maenz e Luigi Meneghelli. Dagli anni ‘90 Salvo dedica alcune serie di quadri a luoghi che ha visitato, tra cui Oman, Siria, Emirati Arabi, Tibet, Nepal, Etiopia, oltre a gran parte d’Europa, in particolare Francia, Germania e Norvegia. Dal 1995 Salvo trascorre alcuni mesi all’anno nel golfo di Policastro e nelle Valli del Po, vicino al Monviso, luoghi che lo hanno ispirato per numerose opere. In questi anni conosce e frequenta lo scrittore Nico Orengo, per cui nel 2003 illustrerà il libro Cucina crudele. È del 1998 la mostra antologica a Villa delle Rose, sede della Galleria d’Arte Moderna di Bologna, a cura di Renato Barilli e Danilo Eccher. Nel 1998 realizza, su incarico del Comune di Siena, il Drappellone del Palio di luglio, vinto dalla Nobile Contrada dell'Oca.
2000-2015
Negli anni 2000 altri viaggi ispirano la sua pittura, in particolare quelli in Cina, Thailandia, Egitto e in Islanda. Varie le mostre personali, tra cui quelle nelle gallerie Zonca & Zonca di Milano, Raffaelli di Trento e Mazzoleni di Torino e in spazi pubblici come la Palazzina Azzurra di S. Benedetto del Tronto e il Trevi Flash Art Museum, a cura di Luca Beatrice e come la Galleria d’Arte Moderna e Contemporanea di Bergamo, per la doppia personale con Gabriele Basilico, a cura di Giacinto Di Pietrantonio. In questi anni la sua pittura si rivolge al nuovo soggetto delle pianure, introducendo un nuovo taglio prospettico nei suoi paesaggi. La sua città, Torino, gli dedica nel 2007 un’ampia mostra antologica alla Galleria d’Arte Moderna e Contemporanea, a cura di Pier Giovanni Castagnoli. Salvo trascorre molto tempo a Costigliole d’Asti, tra Langhe e Monferrato, i cui paesaggi collinari si ritrovano nelle sue opere recenti.
Nel 2013 inizia a lavorare con la galleria Mehdi Chouakri di Berlino, che nel 2014 presenta una sua mostra personale. Nello stesso anno, oltre a dipingere i suoi soggetti prediletti come paesaggi e nature morte, riprende in chiave nuova alcuni soggetti abbandonati da più di trent’anni, realizzando ad esempio una grande Italia, una Sicilia e un Bar, che presenta nel marzo 2015 in occasione della sua mostra personale alla Galleria Mazzoli di Modena. Muore il 12 settembre 2015 a Torino.
2015-2020
Nel 2016 la galleria Mehdi Chouakri organizza la mostra Salvo è vivo – An homage, con opere di Haris Epaminonda, Douglas Gordon & Morgan Tschiember, Jonathan Monk, Claudia & Julia Müller, Bernd Ribbeck e Francesco Vezzoli. Nello stesso anno viene fondato a Torino l’Archivio Salvo, che organizza una mostra di opere di Jonathan Monk dedicate a Salvo.
Nel 2017 viene organizzata una doppia personale di Salvo e Alighiero Boetti al Masi di Lugano a cura di Bettina Della Casa e l’anno seguente la mostra L’Almanach al Consortium di Digione ospita una sala di opere di Salvo. Seguono altre due personali: nel 2019 nella galleria Norma Mangione a Torino e nel 2020 nella galleria Gladstone a New York. 
Nel 2020 Salvo è tra gli artisti selezionati per la XVII Quadriennale nazionale d’arte 2020 - FUORI a cura di Sarah Cosulich e Stefano Collicelli Cagol. 
Sotto la direzione di Luca Lo Pinto, nel 2021 apre al MACRO, Museo d’Arte Contemporanea di Roma, la mostra Autoritratto come Salvo, in cui sono esposte circa novanta opere in dialogo con quelle di altri quattro artisti: Jonatan Monk, Nicolas Party, Nicola Pecoraro e Ramona Ponzini. 
Nel 2023 viene pubblicata Io sono Salvo, la prima monografia sull'artista, realizzata dall’Archivio Salvo insieme a NERO Editions.
A novembre 2024 la Pinacoteca Agnelli dedica un’ampia antologica su Salvo, Arrivare in tempo, a cura di Sarah Cosulich e Lucrezia Calabrò Visconti.